# Pachybrachis peccans
Pachybrachis peccans  (лат.) — вид жуков-скрытоглавов из семейства листоедов (Chrysomelidae). Северная Америка: трансконтинентальный вид, встречается от Техаса до Юкона (Канада и США). Длина самцов 2,15 ± 0,16 мм, ширина 1,13 ± 0,09 мм. Окраска в основном буроватая с желтоватыми отметинами на спинной стороне тела (переднеспинке и надкрыльях). Самый массовый и наиболее широко распространённый на континенте вид рода Pachybrachis. Ассоциирован с растениями Populus balsami-fera, Salix spp. (Salicaceae), Populus tremuloides,  Vaccinium angustifolium  (Ericaceae); Rubus spp. (Rosaceae) и  Comptonia peregrina (Myricaceae). Личинки также были выведены из мёртвых листьев Salix interior. Вид был впервые описан в 1852 году энтомологом E. Suffrian.